# 東京電機大学
東京電機大学（とうきょう でんきだいがく、英語: Tokyo Denki University）は、東京都足立区千住旭町5に本部を置く日本の私立大学。1907年創立、1949年大学設置。大学の略称は電大、電機大、TDU。

## 概観

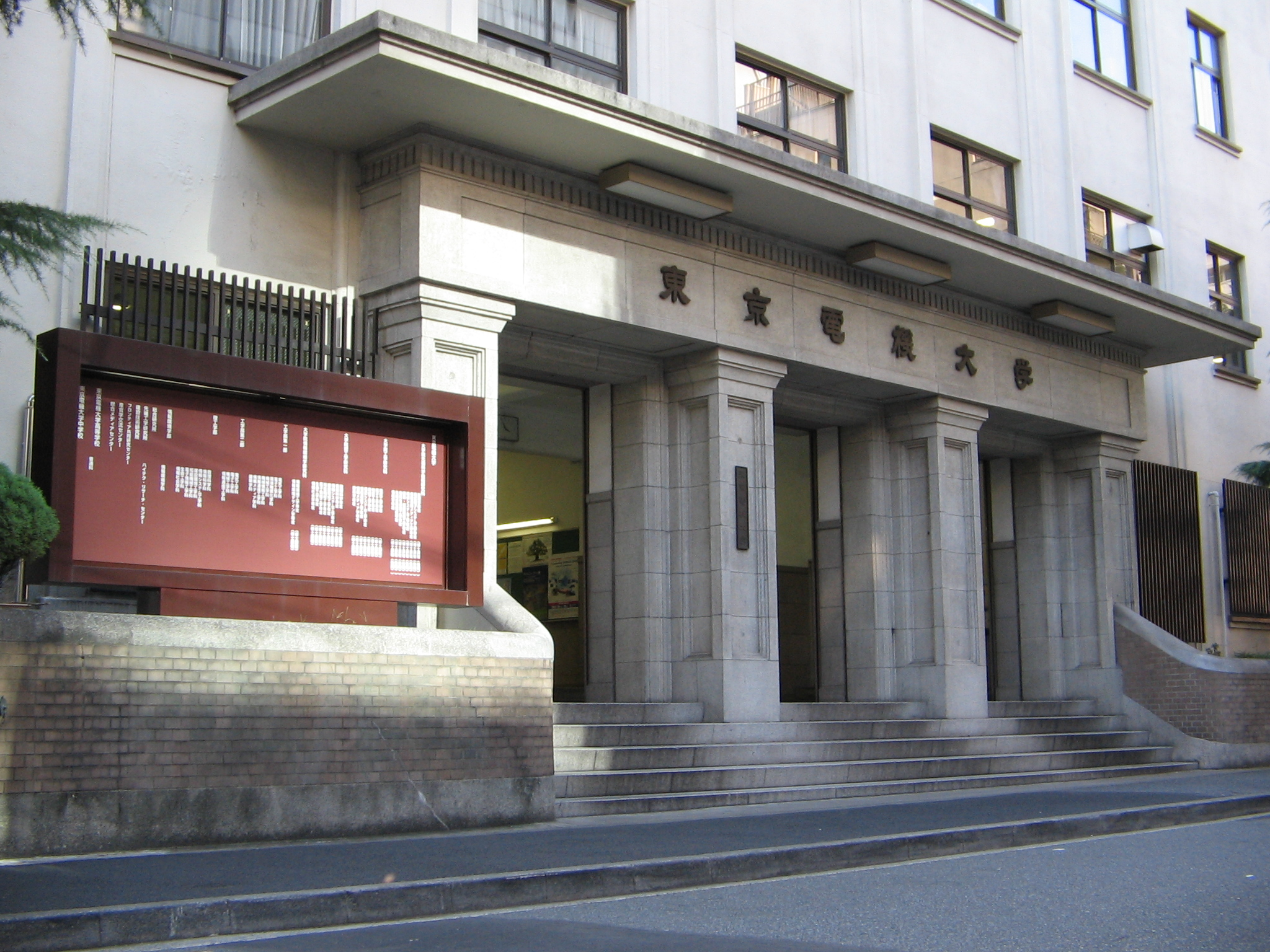
東京神田キャンパス本館（移転前の旧建物）

### 大学全体
1907年（明治40年）に廣田精一と扇本眞吉が創設した電機学校を起源とする。1949年（昭和24年）、第二次世界大戦後の学制改革に伴い、電機工業専門学校（私立の旧制専門学校）が前身となって開学した大学である。2023年（令和5年）時点で、5学部5研究科を設置するなど理工系の大学として発展している。
学生や大学内では「電大」という略称を用いることが多い。
校歌の歌詞では「東京電大」、インターネット上のドメイン名には「dendai.ac.jp」を用いている。
大学キャンパスは創立からおよそ100年の間、東京の神田地区に立地していたが、2012年（平成24年）に神田錦町から北千住駅前へ移転している。

### 建学の精神と教育・研究理念
実学尊重
技術は人なり—東京電機大学、建学の精神と教育・研究理念｜東京電機大学

### 学風および特色
工学の専門教育と実学尊重の教育を特色とする。産学官連携プロジェクトや、社会人向け講座、社会人学生の受け入れなど、企業とのコラボレーションも行っている。

## 沿革

### 略歴
1907年（明治40年）9月11日東京市神田区に創立した「電機学校」が始まりである。1939年（昭和14年）に専門学校令により、「東京電機高等工業学校」が開校し、1944年（昭和19年）には、「電機工業専門学校」と改称。1949年（昭和24年）の学制改革で現在の「東京電機大学」となった。

### 年表
- 1907年（明治40年） 電機学校創立[8]。

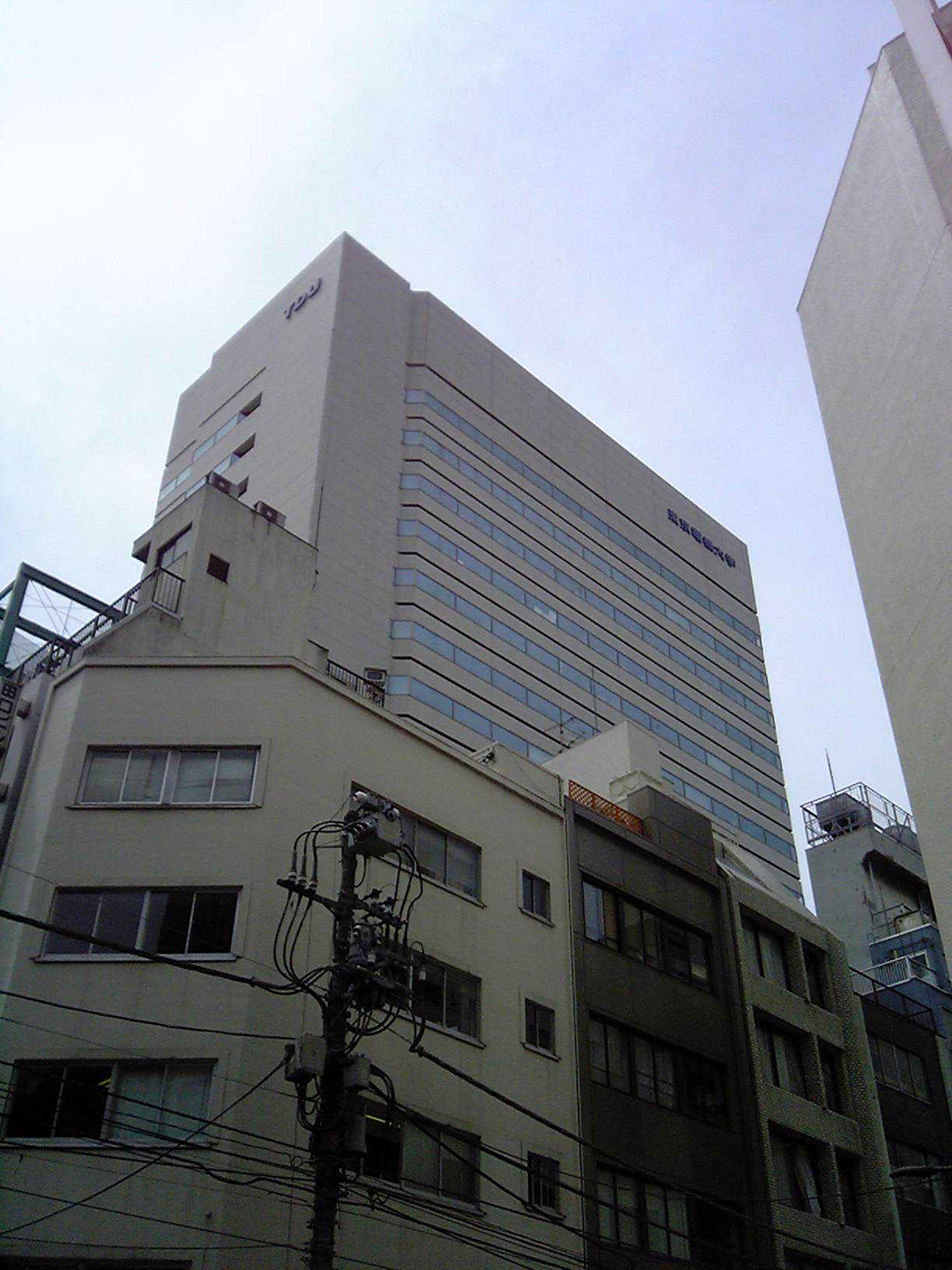
東京神田キャンパス11号館（移転前の旧建物）

- 1914年（大正03年） 電気雑誌『オーム』（OHM）創刊[9]。
- 1922年（大正11年） 電機学校出版局の雑誌部が独立し、オーム社となる。
- 1939年（昭和14年） 東京電機高等工業学校設立[10]。
- 1944年（昭和19年） 東京電機高等工業学校を電機工業専門学校と改称。
- 1949年（昭和24年） 東京電機大学設立[11]。工学部第一部（電気工学科、電気通信工学科）設置。初代学長に丹羽保次郎が就任[12]。
- 1952年（昭和27年） 工学部第二部開設。電気工学科設置。
- 1958年（昭和33年） 大学院工学研究科開設。電気工学専攻修士課程(夜間大学院)を設置。
- 1960年（昭和35年） 工学部第一部に電子工学科を設置。
- 1961年（昭和36年） 工学部第一部に応用理化学科、機械工学科を設置。
- 1962年（昭和37年） 大学院工学研究科に電気工学専攻博士課程を開設。
- 1965年（昭和40年） 工学部第一部に建築学科、精密機械工学科を設置。
- 1975年（昭和50年） 大学院工学研究科に電気工学専攻修士課程を開設（昼間）。
- 1977年（昭和52年） 埼玉鳩山キャンパスを開設。新たに、理工学部（数理学科、建設工学科、経営工学科、産業機械工学科）を設置。
- 1981年（昭和56年） 大学院理工学研究科開設。数理学、建設工学、システム工学、機械工学の各専攻（修士課程）設置。総合研究所開設。
- 1983年（昭和58年） 大学院理工学研究科に応用システム工学専攻博士課程を開設。
- 1986年（昭和61年） 理工学部に情報科学科、応用電子工学科を設置。
- 1990年（平成02年） 千葉ニュータウンキャンパスを開設[13]。
- 1993年（平成05年） 工学部の電気通信工学科を情報通信工学科に名称変更。
- 1997年（平成09年） 超電導応用研究所、建設技術研究所、産官学交流センターを開設。
- 1999年（平成11年） フロンティア共同研究センターを開設。
- 2000年（平成12年） 理工学部に情報社会学科、生命工学科を設置。
- 2001年（平成13年） 千葉ニュータウンキャンパスに情報環境学部（情報環境工学科、情報環境デザイン学科）を開設。
- 2002年（平成14年） 工学部第一部に情報メディア学科を設置。
- 2004年（平成16年） 大学院情報環境学研究科修士課程（情報環境工学、情報環境デザイン学専攻）開設。超電導応用研究所を先端工学研究所に改称。
- 2005年（平成17年） 秋葉原ダイビル内に秋葉原ブランチを設置。
- 2006年（平成18年） 情報環境学部を2学科から1学科に統合し、情報環境学科に変更。大学院博士後期課程を先端科学技術研究科（8専攻）に変更。
- 2007年（平成19年）
  - 工学部第一部を改編し、工学部（電気電子工学科、環境化学科、機械工学科、情報通信工学科）、未来科学部（建築学科、情報メディア学科、ロボット・メカトロニクス学科）開設。
  - 理工学部の学科を改編し、理工学科を設置（コース制導入）。
- 2008年（平成20年） 工学部第二部の電気工学科、電子工学科を改編し、電気電子工学科を設置。
- 2009年（平成21年） 大学院未来科学研究科修士課程（建築学、情報メディア学、ロボット・メカトロニクス学専攻）開設。
- 2011年（平成23年） 建設技術研究所を廃止。
- 2012年（平成24年） 東京千住キャンパスが開校。
- 2017年（平成29年）
  - 情報環境学部の募集停止。システムデザイン工学部（情報システム工学科、デザイン工学科）を設置。工学部の環境化学科を応用化学科に名称変更。
  - ものづくりセンターを東京千住キャンパスに開設[14]。
- 2018年（平成30年）千葉ニュータウンキャンパスの情報環境学部および同研究科を東京千住キャンパスに移転[15]。
- 2021年（令和03年）大学院システムデザイン工学研究科修士課程（情報システム工学、デザイン工学専攻）開設[16]。

## 基礎データ

### 所在地
- 東京千住キャンパス（〒120-8551 東京都足立区千住旭町5番）[17]
- 埼玉鳩山キャンパス（〒350-0394 埼玉県比企郡鳩山町石坂)[17]
- 千葉ニュータウンキャンパス（〒270-1382 千葉県印西市武西学園台2-1200）[18]

### 象徴
- 校歌
  - 東京電機大学校歌（作詞：草野心平、作曲：平岡照章）[19]
- 校章とシンボルマーク
  - 大学の校章は、稲妻をモチーフにした図案に、大學の文字が刻まれている。1949年に制定された[17]。
  - 創立75周年には、英語名称「Tokyo Denki University」の頭文字を用いてTDUがデザインされた[17]。

- スクールカラー
  - スクールカラーは紺青である[17]。

## 教育および研究

### 組織

#### 学部
- システムデザイン工学部
  - 情報システム工学科
  - デザイン工学科
- 工学部
  - 電気電子工学科
  - 電子システム工学科
  - 応用化学科
  - 機械工学科
  - 先端機械工学科
  - 情報通信工学科
- 未来科学部
  - 情報メディア学科
  - 建築学科
  - ロボット・メカトロニクス学科
- 工学部第二部
  - 電気電子工学科
  - 機械工学科
  - 情報通信工学科
- 理工学部
  - 理工学科
    - 理学系
      - 数学コース
      - 物理学コース
      - 化学コース
      - 数理情報学コース

    - 情報システムデザイン学系
      - コンピュータソフトウェアコース
      - 情報システムコース
      - 知能情報デザインコース
      - アミューズメントデザインコース

    - 生命科学系
      - 分子生命科学コース
      - 環境生命工学コース

    - 機械工学系
      - 設計・解析コース
      - 加工・制御コース

    - 電子情報・生体医工学系
      - 電子情報コース
      - 電子システムコース

    - 建築・都市環境学系
      - 建築コース
      - 都市環境コース

#### 研究科
- 先端科学技術研究科 - 博士
  - 数理学専攻 - 博士（理学）
  - 電気電子システム工学専攻 - 博士（工学）
  - 情報通信メディア工学専攻 - 博士（工学）
  - 機械システム工学専攻 - 博士（工学）
  - 建築・建設環境工学専攻 - 博士（工学）
  - 物質生命理工学専攻 - 博士（工学・理学）
  - 先端技術創成専攻 - 博士（工学・理学）
  - 情報学専攻 - 博士（情報学）
- 工学研究科 - 修士
  - 電気電子工学専攻
  - 電子システム工学専攻
  - 物質工学専攻
  - 機械工学専攻
  - 先端機械工学専攻
  - 情報通信工学専攻
- 理工学研究科 - 修士
  - 理学専攻
  - 情報学専攻
  - 生命理工学専攻
  - 機械工学専攻
  - 電子工学専攻
  - 建築・都市環境学専攻
- 未来科学研究科 - 修士
  - 建築学専攻
  - 情報メディア学専攻
  - ロボット・メカトロニクス学専攻
- システムデザイン工学研究科 - 修士
  - 情報システム工学専攻
  - デザイン工学専攻

#### 付属機関
- 東京電機大学総合研究所
- エクステンションセンター
- 先端工学研究所
- ハイテク・リサーチ・センター
- フロンティア共同研究センター
- 産官学交流センター
- 総合メディアセンター
- ものづくりセンター
- 東京電機大学出版局 - 教職員らが執筆する論説集や学生向け教科書などを発行する。理工学専門書、コンピュータ関連書などを出版するオーム社の前身である[20]。

### 研究

#### 21世紀COEプログラム
21世紀COEプログラムとして、1件のプロジェクトが採択された。
- 2003年
機械、土木、建築、その他工学系
操作能力熟達に適応するメカトロニクス

#### 私立大学戦略的研究拠点形成支援事業
- フロンティア共同研究センター

#### 私立大学学術研究高度化推進事業
- ハイテク・リサーチ・センター整備事業
  - 先端工学研究所
- 学術フロンティア推進事業
  - 理工学研究科・理工学部

### 教育
- 特色ある大学教育支援プログラム
  - 平成15年度　ツイニングによる国際化への積極的取組プロジェクト（共同取組）
  - 平成17年度　学生の自主・自立を支援する個別重視型教育プロジェクト（情報環境学部）
- 現代的教育ニーズ取組支援プログラム
  - 平成16年度　「プロジェクト科目」を核とした産学連携プロジェクト（情報環境学部）
- 質の高い大学教育推進プログラム
  - 平成20年度　学習意欲向上のためのフィードバック型教育プロジェクト（情報環境学部）
- 平成21年度 大学教育・学生支援推進事業
  - 自ら考え気付く力を引出すための自己発見力養成支援プロジェクト
- 平成22年度 大学生の就業力育成支援事業
  - ３つの力で就業力を育成する教育プログラムプロジェクト

## 学園祭
毎年、11月に東京電機大学の学園祭「旭祭」が東京千住キャンパスで開催される。そこでは、有名人によるトークショー、お笑い芸人によるステージイベント、子供の広場、各種模擬店、サークル団体による大道芸、学科・研究室による展示が企画・用意されている。

## 大学関係者と組織
卒業生のうち、企業経営者が中心となって「東京電機大学経営同友会」を組織している。

## 施設

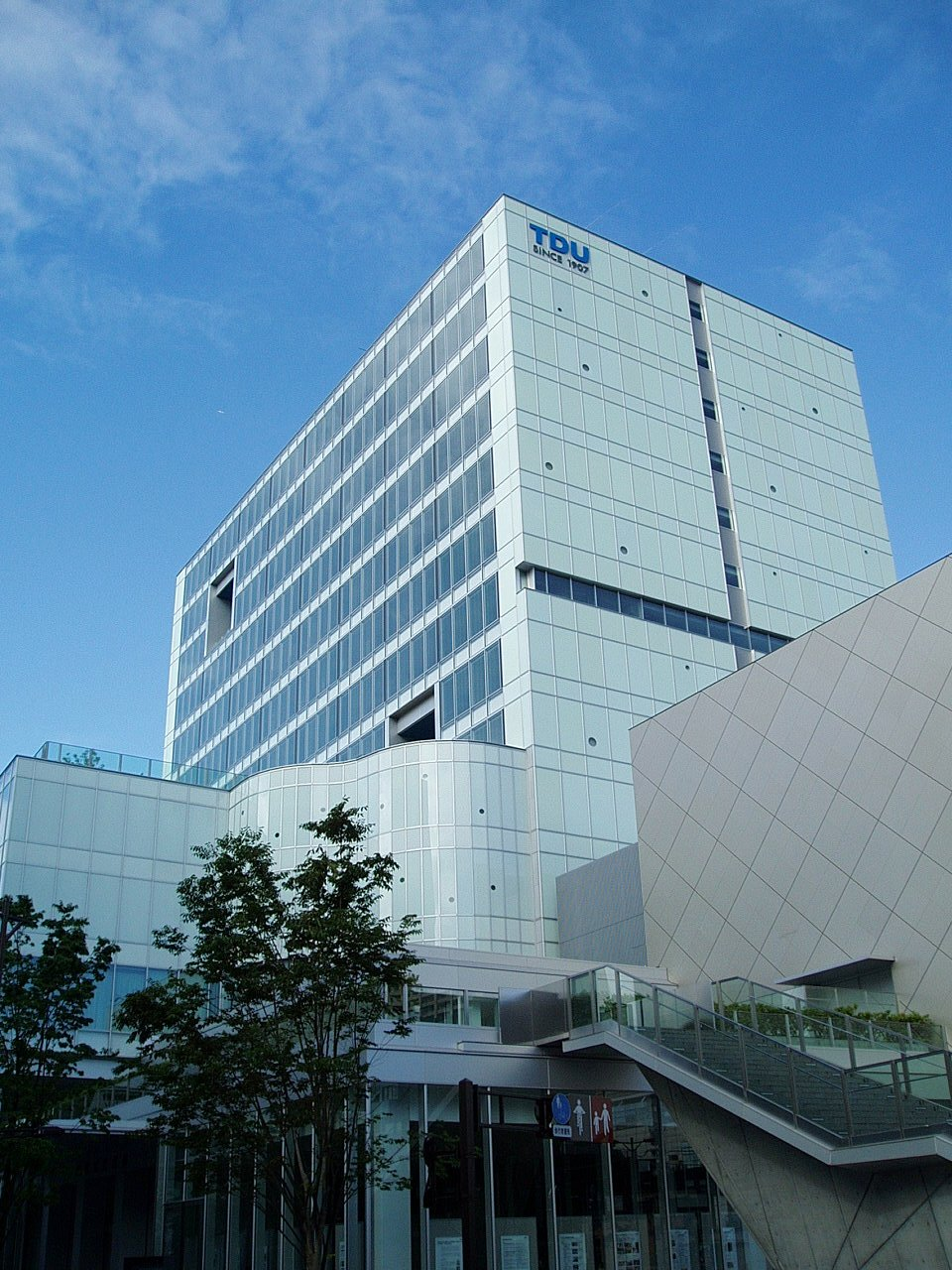
東京千住キャンパス1号館

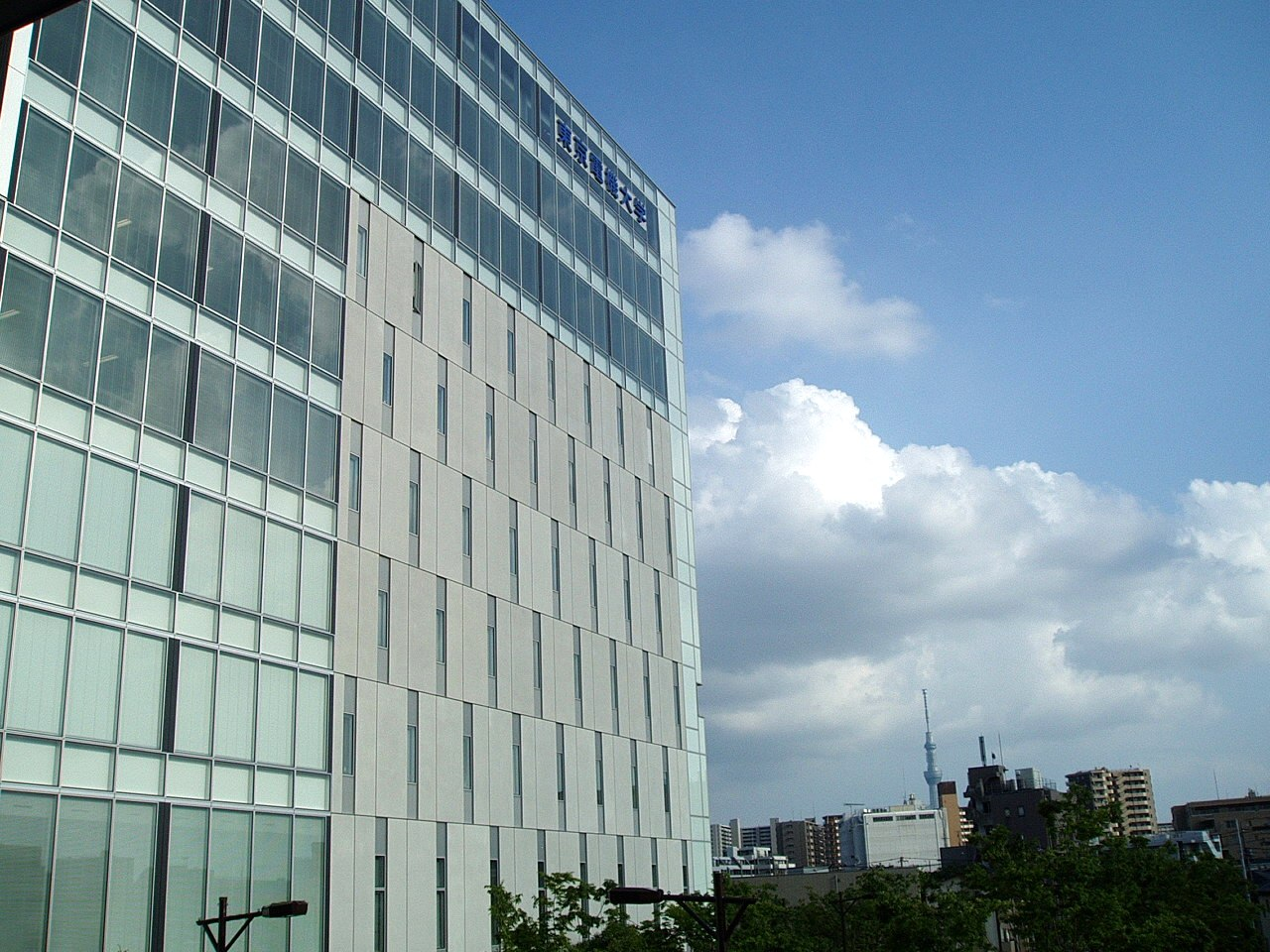
東京千住キャンパス4号館

### キャンパス

#### 東京千住キャンパス（100周年記念キャンパス）
2007年、東京電機大学は学園創立100周年を迎えた。その記念事業として東京都足立区千住旭町に「東京千住キャンパス」（100周年記念キャンパス）を開設し、次の100年へ向けて新たな大学教育・研究の拠点とした。
- 使用学部：工学部・工学部第二部・未来科学部・システムデザイン工学部
- 使用研究科：大学院先端科学技術研究科・大学院工学研究科・大学院未来科学研究科・システムデザイン工学研究科
- 使用附属施設：法人本部、1号館、2号館、3号館（体育館、トレーニング室、武道場）、4号館、5号館、東京千住アネックス（体育館）、千住東グラウンド（フットサルコート、テニスコート）。
- 敷地面積：26,221.39m2
- 交通アクセス：
  - 東日本旅客鉄道（JR東日本）常磐線・東武伊勢崎線（東武スカイツリーライン）・東京メトロ日比谷線・東京メトロ千代田線・首都圏新都市鉄道つくばエクスプレス「北千住駅」東口（電大口）から徒歩1分[22]。
  - 京成本線「京成関屋駅」から徒歩7分
  - 東武伊勢崎線（東武スカイツリーライン）「牛田駅」から徒歩7分

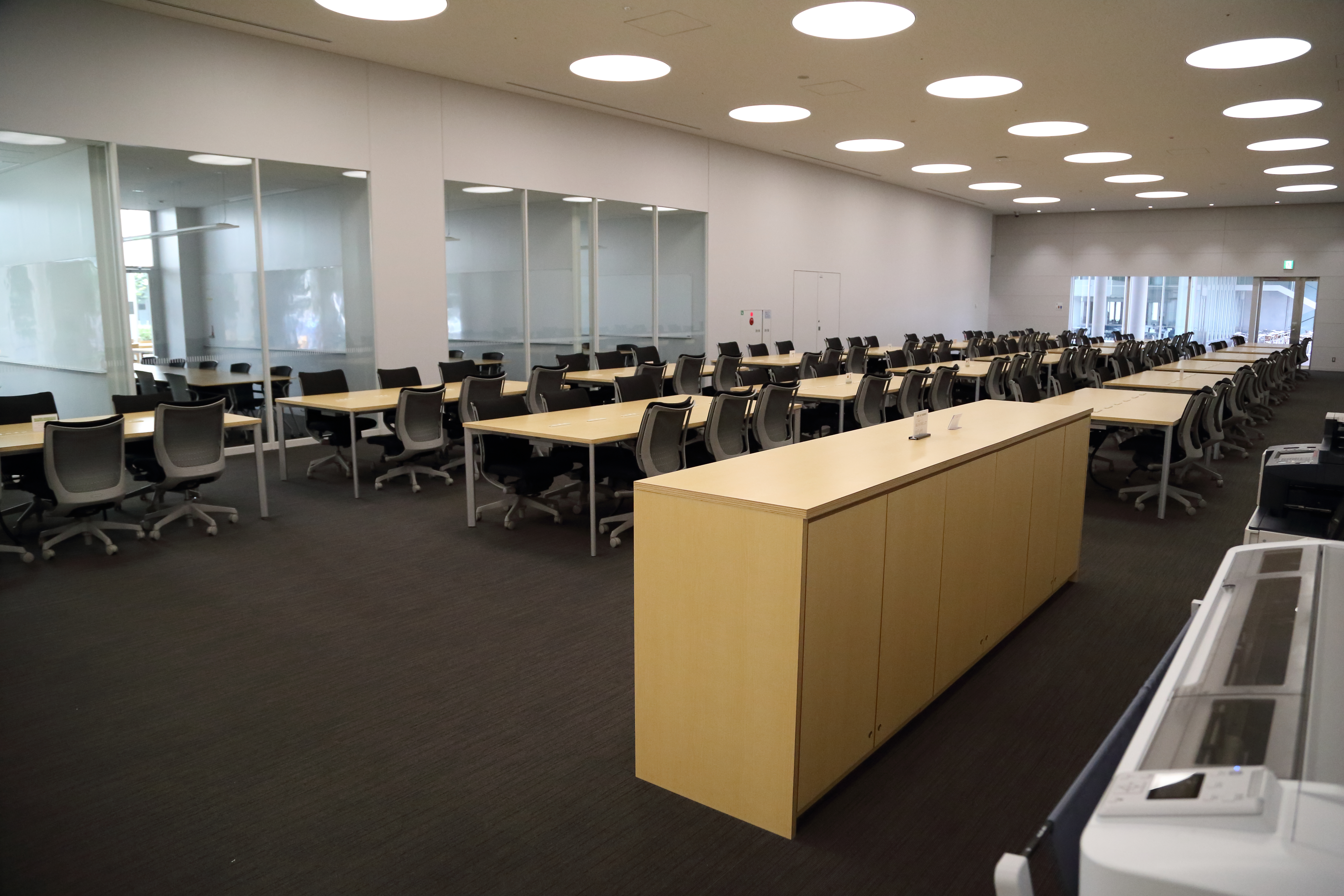
総合メディアセンター
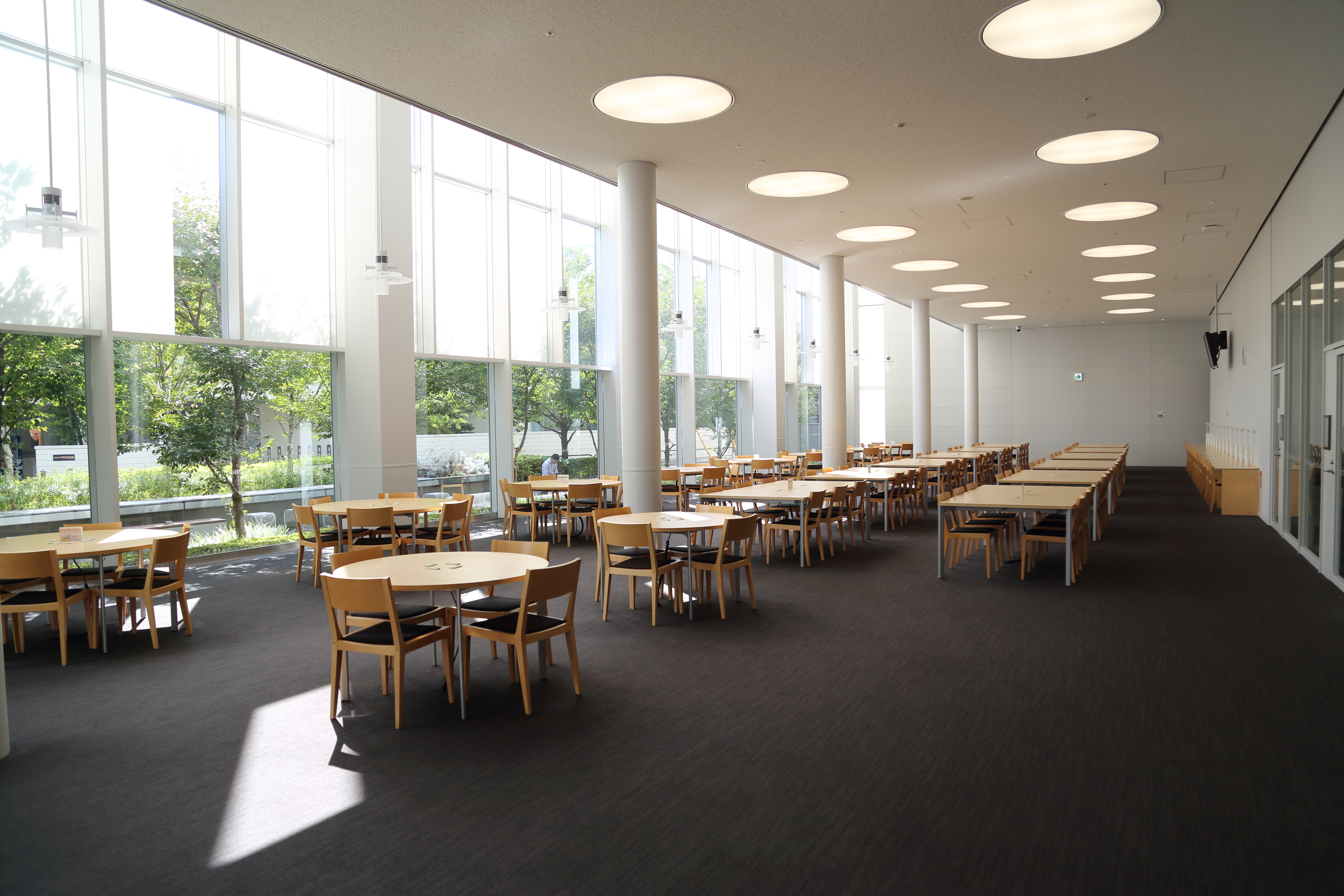
総合メディアセンター
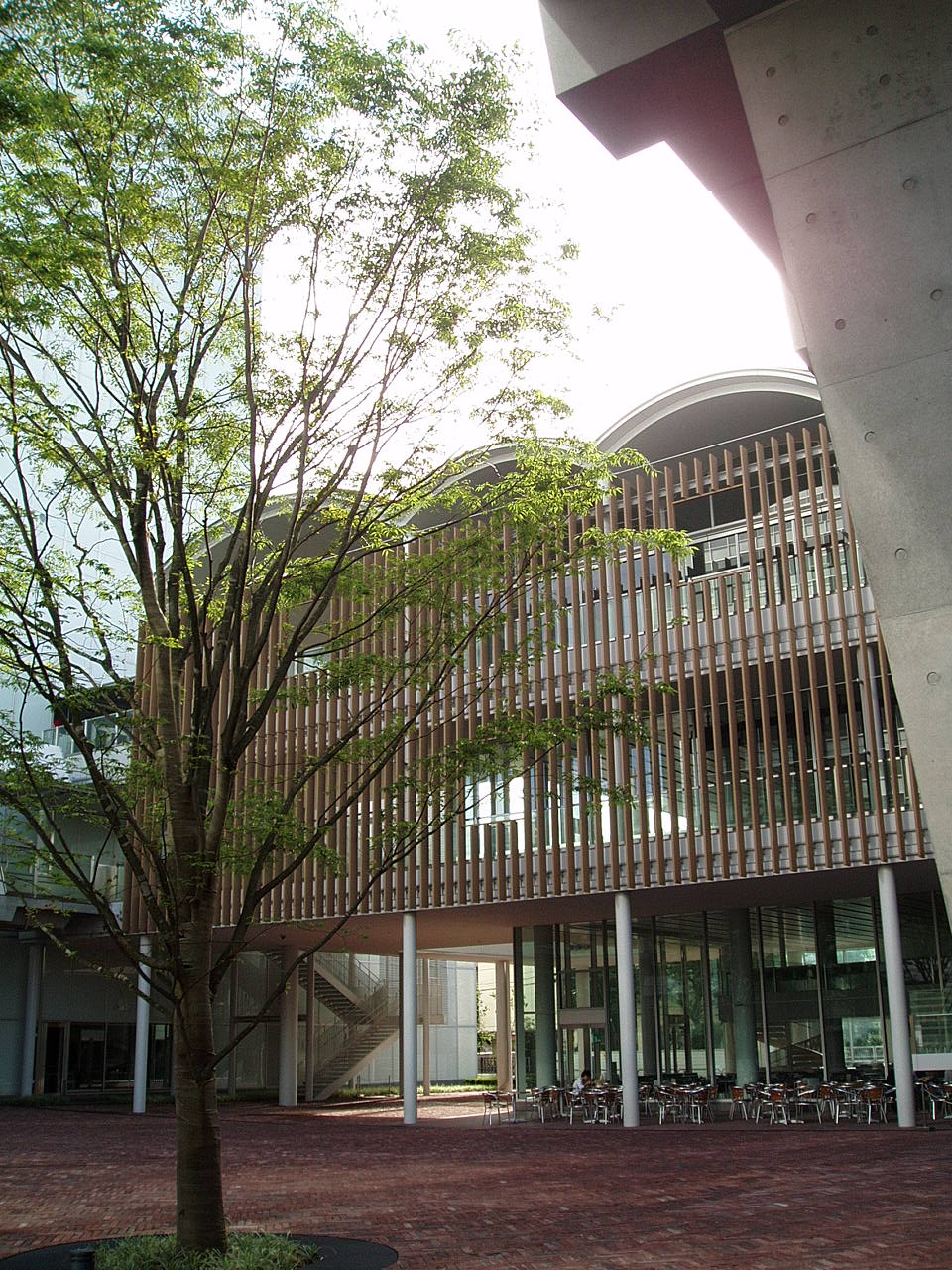
東京千住キャンパス3号館

#### 埼玉鳩山キャンパス
- 使用学部：理工学部

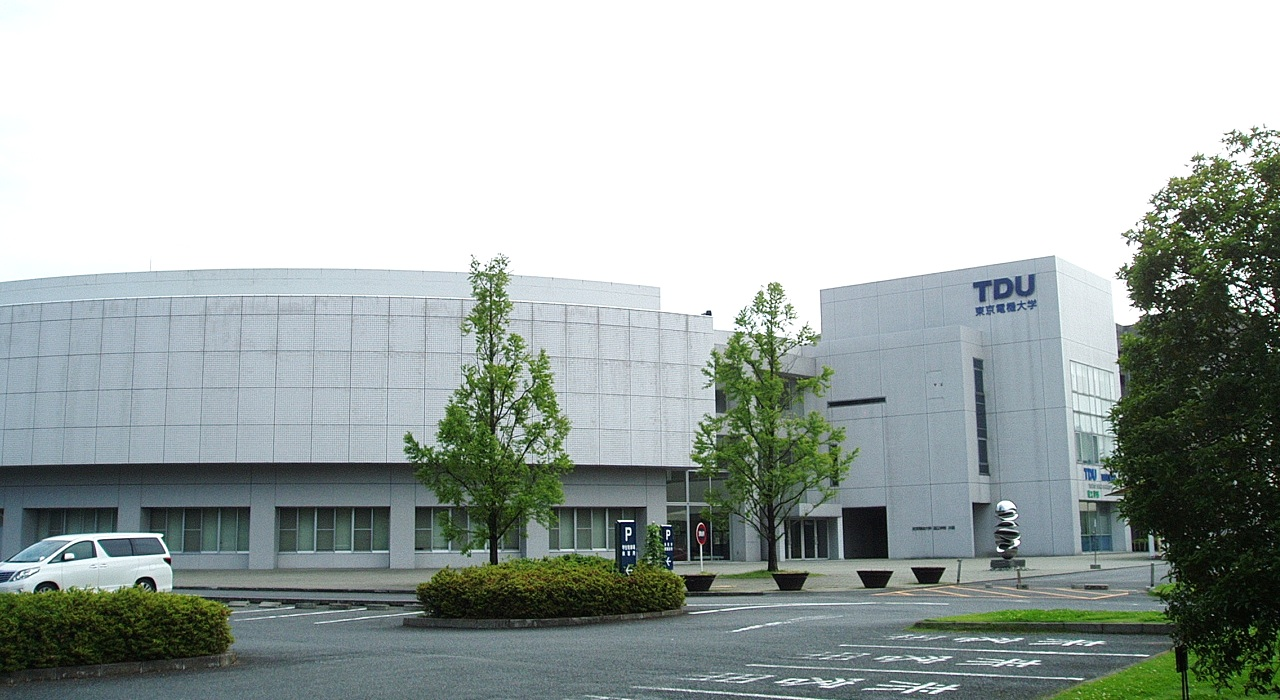
埼玉鳩山キャンパス本館（10号館）

- 使用研究科：大学院先端科学技術研究科・大学院理工学研究科
- 使用附属施設：1号館、2号館、3号館、4号館、5号館（体育館）、6号館、7号館、8号館、9号館、10号館、11号館、12号館、サッカー場、ラグビー場、フットサルコート、野球場、テニスコート、洋弓場、ゴルフ場、グラウンドなど。
- 敷地面積：348,469.68m2
- 交通アクセス：
  - 東武東上線「高坂駅」西口 からスクールバス8分[23]・または川越観光バス TA11系統、TA12系統「東京電機大学本館前」行10分
  - 東武東上線「北坂戸駅」西口 からスクールバス12分[23]・北坂戸駅のみ職員専用便あり。
  - 東日本旅客鉄道（JR東日本）上越新幹線・高崎線・秩父鉄道秩父本線「熊谷駅」南口から スクールバス45分
  - 東日本旅客鉄道（JR東日本）高崎線「鴻巣駅」西口から スクールバス40分
  - 鶴ヶ島インターチェンジ・東松山インターチェンジから約6-7km

（詳細は「東京電機大学理工学部」を参照）

#### 千葉ニュータウンキャンパス

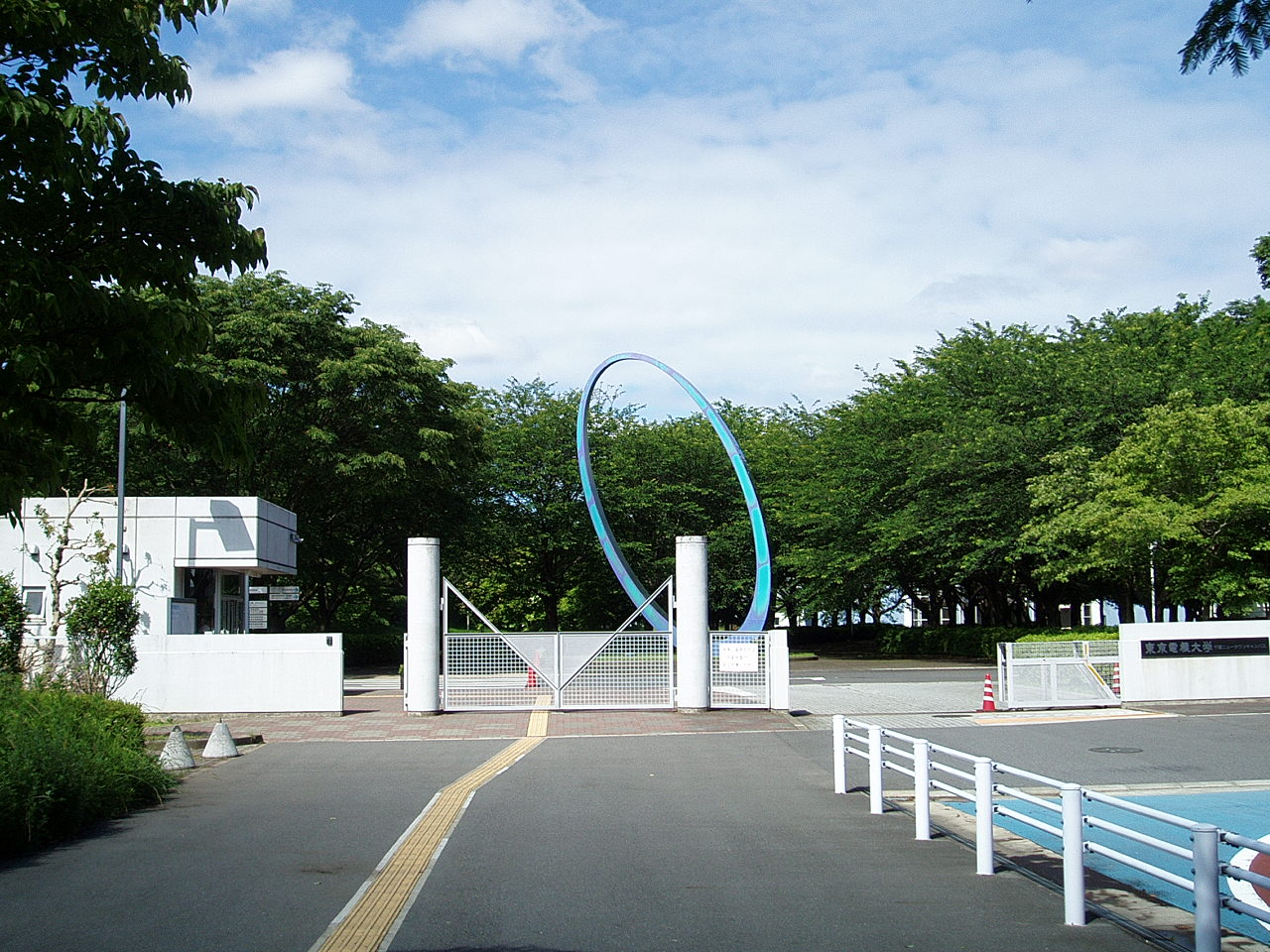
千葉ニュータウンキャンパス正門

このキャンパスを拠点としていた機能は2017年度末に東京千住キャンパスへの移転が完了し、現在は一部の研究教育施設のみ利用している。
- 使用附属施設：体育施設[24]、野球場、サッカー場、テニスコート、洋弓場、ソフトボール場など。
- 敷地面積：205,058.00m2
- 交通アクセス
  - 北総鉄道北総線・京成成田空港線（成田スカイアクセス線）「千葉ニュータウン中央駅」から徒歩10分[25]。

### 過去に存在したキャンパス

#### 神田キャンパス（1907年～2012年）
1907年に誕生した電機学校は、最初の数年間は神田キャンパス周辺で夜間に近隣の学校の校舎（神田区小川町→錦町→麹町区大手町と移転）を借り受けて授業を行っていた。1914年には、錦町3丁目の地の校舎を取得して大手町から移転し、その後も、新たな校地を取得して校舎の建て替えを行った。1926年には、中央大学から錦町2丁目の土地を取得し、1968年には同大より新たに神田錦町2丁目の旧区役所の土地を取得して、そこに7号館の校舎を建設、1984年に11号館の校舎を建設をした。
2012年4月、前述の「東京千住キャンパス」が開校すると、それまで長く大学本部のあった「神田キャンパス」（東京都千代田区神田錦町2丁目2番地）は役割を終えた。
その後、神田キャンパスの跡地は住友商事が中心となって建設された21階建ての大規模複合ビル「KANDA SQUARE」、警視庁神田警察署新庁舎（神田錦町3丁目3番地2の5号館跡地）が立っている。

### ものづくりセンター
東京電機大学は建学の精神である「実学尊重」を具現化する施設として、東京千住キャンパス5号館に「ものづくりセンター」を開設している。そこは、学生たちの技術的素養を深める教育の場、学生・教職員の研究支援の場でもある。そのフロアには大規模実験も可能な三層吹き抜けの多目的スペースを有し、1階には金属3Ｄプリンタや5軸マシニングセンタなど最先端の工作機械、2階には主に加工スペースを配置している。その加工スペースはさらに、木工、電気・組立、金属加工に分けられ、多種多様な機械、測定器、工具が学生の為に用意されている。もし学生が設備の使い方でわからないことがあれば、そこに常駐する運営スタッフの技術相談を受けることもできる。また、常設するパーツセンターでは、標準的な部材・部品の販売・調達のサービスもしている。
また、ものづくりセンターは、学生向けの講座、加工講習会、地域産業界との技術相談会、企業の技術開発の支援、子ども向けものづくり教室なども企画している。

### 総合メディアセンター
総合メディアセンターは東京千住キャンパスと埼玉鳩山キャンパスにあり、学生向けにＩTサービス、視聴覚サービス、図書サービスなどを行っている。

### 一般社団法人 TDU建築設計事務所
東京電機大学未来科学部建築学科は、大学院実務教育の充実と、教育・研究成果の社会還元を目的として、 大学内に一級建築士事務所を設立した。まちづくり計画から耐震改修・設備リニューアルのコンサルティング、学校建築計画など公共施設の企画・立案支援など、 建築関連のさまざまな社会ニーズに応えることを目標とする。また、大学院生のインターンシップにも利用される。

## 社会連携

### 地方自治体との協定
- 連携協力協定
  - 鳩山町
  - 印西市
  - 足立区
- 千代田区内大学と千代田区の連携協力に関する基本協定（移転のため、平成25年3月31日付で退会）

### 高大連携
- 豊島岡女子学園[29]
- 東京都立多摩科学技術高等学校[30]
- 鷗友学園女子中学校・高等学校[31]

### 大学間連携
- 東京理工系4大学
- 首都大学院コンソーシアム
- 彩の国大学コンソーシアム
- 私工大懇話会 - 図書館相互利用
- 日本医科大学 - 連携協力協定[32]
- 日本工業大学 - 連携協力協定[33]
- 東京音楽大学 - 連携協力協定[33]
- 大東文化大学 - 包括連携協定[34]
- 大阪大学 - 連携協力協定[33]
- 山形大学 - 連携協力協定[33]
- 東洋大学 - 連携協力協定[33]
- 放送大学 - 連携協力協定
- 公立はこだて未来大学 - 連携協力協定[33]
- 埼玉県東上地域大学教育プラットフォーム

#### 国際学術交流等協定校及び交流のある海外大学等一覧
- アメリカ合衆国
  - カリフォルニア州立大学ロングビーチ校（カリフォルニア州）[35]
  - サンフランシスコ州立大学（カリフォルニア州）[35]
  - サンノゼ州立大学（カリフォルニア州）[35]
  - コロラド大学ボルダー校（コロラド州）[36][35]
  - パデュー大学（インディアナ州）[36][35]
  - ハワイ大学ヒロ校（ハワイ州）[35]
  - ワシントン州立大学（ワシントン州）[35]
  - セントラル・ワシントン大学（ワシントン州）[35]
  - オレゴン大学（オレゴン州）[35]
  - ポートランド州立大学（オレゴン州）[35]
  - コースタルカロライナ大学（英語版）（サウスカロライナ州）[36][35]
  - アーカンソーテック大学（英語版）（アーカンソー州）[35]
  - フェアモント州立大学（英語版）（ウェストバージニア州）[35]
  - マーシャル大学（英語版）（ウェストバージニア州）[36][35]
- イギリス
  - ケンブリッジ大学ホマートンカレッジ（英語版）（ケンブリッジ）[35]
  - ノーサンプトン大学（英語版）（ノーサンプトン）[35]
- カナダ
  - ビクトリア大学（ブリティッシュ・コロンビア州）[35]
- 韓国
  - 大邱大学校（慶尚北道・慶山市）[35][37]
  - ソウル科学技術大学校（ソウル）[35]
  - 全北大学校(全州市)[35]
- 台湾
  - 中原大学（桃園県・中壢市）[35][37]
  - 元培医事科技大学（新竹市）[35]
- 中国
  - 大連理工大学（遼寧省・大連市）[36][35]
  - 同済大学（上海市）[36][35]
  - 北京科技大学（北京市）[35][37]
  - 新疆大学（ウルムチ市）[35]
  - 深圳技術大学（中国語版）（深圳市）[35]

- オーストラリア
  - シドニー大学（シドニー）[36][35]
  - クイーンズランド工科大学（ブリスベン）[35]
  - サザンクロス大学（ニューサウスウェールズ州）[35]
- フランス
  - 国立高等精密機械学校（ブザンソン）[36][35]
- フィンランド
  - ラップランド応用科学大学（フィンランド語版）（ラッピ県）[35]
- エストニア
  - タリン工科大学（エストニア語版）（タリン）[35][37]
- ドイツ
  - イルメナウ工科大学（ドイツ語版）（チューリンゲン州）[35]
- マレーシア
  - 日本マレーシア高等教育大学連合
    - マレーシア工科大学（ジョホールバル）[35]
    - マラ工科大学（セランゴール州）[35]
- インド
  - インド理科大学院（バンガロール）[35]
  - チャンディーガル大学（英語版）（チャンディーガル）[35]
- インドネシア
  - ヌサンタラ・マルチメディア大学（インドネシア語版）（ジャカルタ）[35]
- タイ
  - 泰日工業大学（バンコク）[35]
  - モンクット王工科大学トンブリー校（バンコク）[35]
  - マハーサーラカーム大学（マハーサーラカーム県）[35]
  - タイ・シンクロトロン光研究所（ナコーンラーチャシーマー県）[35]
- ブルネイ
  - ブルネイ工科大学（ガドン）[35]
- ベトナム
  - ベトナム国家大学ホーチミン市校工科大学（ホーチミン市）[35]
  - FPT大学（ベトナム語版）（ハノイ市）[35]

### 系列校
- 東京電機大学電機学校（1992年3月廃止）
- 東京電機大学短期大学 - 電気科（2000年募集停止。2005年廃止）
- 東京電機大学中学校・高等学校 - 普通科（東京小金井キャンパス）

## Wiki関係他プロジェクトリンク
ウィキブックスには、東京電機大学の入試対策に関する解説書・教科書があります。

 ウィキメディア・コモンズには、東京電機大学に関するカテゴリがあります。